# Alotropske modifikacije sumpora
Postoji veliki broj alotropa sumpora. U tom pogledu, jedino ugljenik prednjači. Najčešća forma u prirodi je žuti ortorombični α-sumpor, koji sadrži naborane 
8 prstenove. „Plastični sumpor“ nije alotrop, nego je mešavina dogolančanih polimernih formi sumpora, dva od kojih su identifikovana kao alotropi. Postoje i drugi čvrsti oblici koji sadrže prstenove sa 6, 7, 9–15, 18 i 20 atoma. Postoje još i gasovi, S2, 3; vrste koje su samo detektovane u gasovitoj fazi, S4 i 5, pet ili više formi koje se javljaju pod visokim pritiskom, dve od kojih su metalične.
Veliki broj molekulskih alotropa sumpora je delom posledica širokog opsega dužina veza (180–260 pm) i veličine uglova između S-S veza (90–120°), kao i razlika u njihovoj jačini (slobodna jednostruka S–S veza ima visoku energiju veze od 265 kJ mol−1).

## Lista alotropa i formi
Allotropes are in bold. 
| Formula/ime            | Uobičajeno ime                                                                             | Druga imena                                                                                | Notes |
| ---------------------- | ------------------------------------------------------------------------------------------ | ------------------------------------------------------------------------------------------ | --- |
| 2                      | disumpor                                                                                   |                                                                                            | Diatomski gas. |
| 3                      | trisumpur                                                                                  |                                                                                            | Crveni triatomski gas sa povijenom ozonu sličnom strukturom.                                                                              |
| 4                      | tetrasumpur                                                                                |                                                                                            | Struktura nije određena ali proračuni indiciraju da je ciklo-S4.                                                                           |
| ciklo-5                | ciklo-pentasumpor                                                                          |                                                                                            | Nije još izolovan, samo je detektovan u sumpornim parama.                                                                                 |
| ciklo-6                | ρ-sumpor                                                                                   | ciklo-heksasumpor, ε-sumpor                                                                | Prsten poprima konformaciju stolice u čvrstom stanju.                                                                                     |
| ciklo-6/ciklo-S10 adukt |                                                                                            |                                                                                            | Mešoviti kristal sa naizmeničnim slojevima ciklo-S6 i ciklo-S10.                                                                            |
| ciklo-7                | α-, β-, γ-, δ- cikloheptasumpor                                                            |                                                                                            | Četiri forme su poznate, dve (γ-, δ- ) su opisane.                                                                                        |
| ciklo-8                | α-sumpor                                                                                   | Ortorombični sumpor, rombični sumpor, sumporni cvet, sumporno mleko                        | Žuta čvrsta materija koja se sastoji od 8 naboranih prstenova. Ovo je termodinamički stabilna forma na običnim temperaturama.             |
| ciklo-8                | β-sumpor                                                                                   | Monoklinični sumpor, prizmatični sumpor                                                    | žuta kristalna materija koja se sastoji od 8 naboranih prstena. Stabilan je samo iznad 95.6 °C, prelazi u α-sumpor na sobnoj temperaturi. |
| ciklo-8                | γ-sumpor                                                                                   | prlasti sumpor                                                                             | Svetlo žuta čvrsta materija sa monokliničnim kristalima koja se sastoji od 8 naboranih prstena. Nalazi se prirodi kao mineral.            |
| ciklo-n = 9–15, 18, 20 | ciklo-(nona; deka; undeka; dodeka; trideka; tetradeka; pentadeka; oktadeka; eikosa) sumpor | ciklo-(nona; deka; undeka; dodeka; trideka; tetradeka; pentadeka; oktadeka; eikosa) sumpor | Čiste forme svih alotropa, ciklo-9 ima četiri forme, ciklo-18 ima dve forme.                                                              |
| katena-x               | fibrozni (ψ) sumpor                                                                        |                                                                                            | Dobro je karakterisan. Sastoji se od paralelnih heliksnih sumpornih lanaca i teško se dobija u čistom stanju.                             |
| katena-x               | lamina sumpor                                                                              |                                                                                            | Nedovoljno je karakterisan. Sastoji se od heliksnih lanaca koji delom ukršteni.                                                           |

## Literatura
- R. Steudel, ур. (2004). Elemental sulfur and sulfur-rich compounds I (Topics in current chemistry). Springer. ISBN 978-3-540-40191-9.